# ウマノアシガタ
ウマノアシガタ（馬の足形、毛茛、学名: Ranunculus grandis var. grandis または Ranunculus japonicus）は、キンポウゲ科キンポウゲ属の野草。別名キンポウゲ（金鳳花、毛茛）はウマノアシガタの八重咲のものを指す。群馬県佐波郡、新潟県佐渡市、旧播磨国ではウマゼリと呼ぶ。

## 特徴
日本では北海道〜南西諸島まで、日本国外では朝鮮、中国、台湾に広く分布する多年草で、日当たりの良い山野、土手に生える。
多年生草本。草丈30 - 70センチメートル (cm) で、茎と葉裏には白い長毛がある。葉は根生葉が長い柄のある掌状に3 - 5裂した単葉で、茎の中程には柄の短い掌状の葉がつき、茎の上部には線状の小さな葉がつく。若いときは長い柄がついて株元に束になってついている。葉身は円心形で、長さ2.5 - 7 cm。
花期は初夏。茎の上部の枝先に、花弁に光沢のある黄色い花をたくさん咲かせる。花は直径1.5 - 2 cm、花弁は5枚で広倒卵形、長さ10 - 12ミリメートル (mm) 、色は黄色。花後には約5 mmほどの小球状の果実（集合果）をつける。
和名の由来は根生葉を馬の蹄に見立てたものと言われる。なお、東北地方には、ウマノアシガタに似ているが、葉や花が大きいオオウマノアシガタが自生している。オオウマノアシガタは地下に匍匐枝を出して群生するが、ウマノアシガタは匍匐枝を出さない点が異なっている。
キンポウゲ科に多い有毒植物のひとつであり、これを食べた牛が中毒を起こしたことがある。毒成分も中毒症状も、キツネノボタンやタガラシと同じである。中国では「毛茛」と書き、古くから薬として用いられているが、もちろん素人が扱うのは危険である。長い柄の先につく若葉は、薬草のゲンノショウコ（フロウソウ科）に似ているので注意が必要である。
南西諸島では、種子島、屋久島、宇治群島、沖縄島（本部半島のみ）、瀬底島、伊江島と隔離分布している。

## 表記

### 金鳳花
「金鳳花」は中国では「ホウセンカ」の別名であるが、日本では全く別の「キンポウゲ・ウマノアシガタ」を指す。

### 毛茛
多くの書籍やウェブサイトで、下部が「良」の「莨」を用いて「毛莨」と書かれているが、漢名は下部が「艮」の「毛茛」である。
現代中国でも「毛茛（máogèn）」であり、「茛（gèn）」と「莨（láng, làng, liáng）」とは発音が異なる別の字である。。
明に編まれた『本草綱目』「毛茛（下部が『艮』）」の項には、「茛」はトリカブトの苗を指し、形と毒が似るのでこの名が付いたとある。また、下部が「良」の「莨」単字には毒草の意味はない。
一方で、大修館書店『明鏡国語辞典』第2版（第1刷-第3刷）や『三省堂難読漢字辞典』など、複数の辞書の「きんぽうげ」や「うまのあしがた」の項目で「毛莨」と書かれており、早くは1913年の北原白秋『桐の花』で「毛莨（きんぽうげ）」と書かれている。
『本草綱目』の解説書である江戸後期の『本草綱目啓蒙』では「毛茛 ムマノアシガタ コマノアシガタ」と日本名が記され、村松標左衛門の蔵書であった国立国会図書館デジタルコレクションのものには「毛茛」の項に「金風花 キンホウゲ」と書き込みがなされている。また、明治の『日本植物名彙』では「キンポウゲ」の項目に「毛茛」のみが書かれている。

## 保全状況
生育地である下記の地方公共団体が作成したレッドデータブックに掲載されている。
- 千葉県：一般保護生物
- 鹿児島県：分布特性上重要な種
- 沖縄県：絶滅危惧II類